# Bestia breweriana
Bestia breweriana là một loài Rêu trong họ Leucodontaceae. Loài này được (Lesq.) Grout mô tả khoa học đầu tiên năm 1928.